# Florjan (Šoštanj)
Florjan is een plaats in Slovenië en maakt deel uit van de gemeente Šoštanj in de NUTS-3-regio Savinjska. De plaats telde 826 inwoners op 1 januari 2020.